# 28 بيلونا
بيلونا (أو 28 بيلونا وفق تسمية الكوكب الصغير) (بالإنجليزية: 28 Bellona)‏ هو كويكب ضمن حزام الكويكبات؛ وهو الكويكب الثامن والعشرون من حيث ترتيب الاكتشاف.
اكتشف روبرت لوثر الكويكب في الأول من مارس سنة 1854؛ وأسماه بيلونا، على اسم إحدى الآلهة وفق الأساطير الرومانية.